# Programme hameau stratégique
[style à revoir]

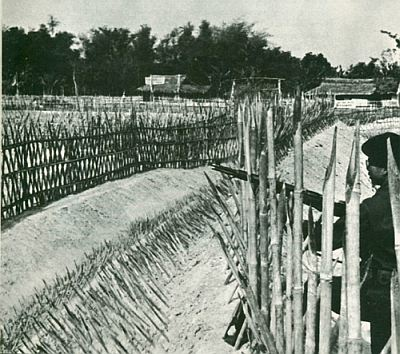
Le "hameau stratégique" sud-vietnamien.

Le Programme des hameaux stratégiques (anglais : Strategic Hamlet Program, parfois traduit en Programme hameau stratégique, vietnamien : Ấp Chiến lược) était un programme conçu par les gouvernements du Sud-Vietnam et des États-Unis pendant la guerre du Viêt Nam pour lutter contre l'insurrection communiste par le biais de transferts de population.
En 1961, les conseillers américains au Sud-Vietnam ainsi que le régime de Ngô Đình Diệm ont commencé la mise en œuvre d'un plan pour tenter de couper les paysans du contact et de l'influence du Front national de libération du Sud Viêt Nam (FNL, ou Viêt Cong). Le programme « hameau stratégique », tout comme son prédécesseur, le programme de développement de la communauté rurale, a joué un rôle important dans l'élaboration des manifestations au Sud-Vietnam à la fin des années 1950 et au début des années 1960. Ces deux programmes ont tenté de séparer les paysans des insurgés communistes en créant des « villages fortifiés ». Le programme s'est retourné contre ses auteurs et a finalement conduit à une diminution de l’adhésion au régime de Diem soutenu par les États-Unis et à une sympathie croissante pour les partisans communistes.

## Contexte et programme précurseur
En 1954, les sympathisants du Việt Minh dans le Sud ont été soumis à une répression croissante par le gouvernement du Sud-Vietnam. En 1959, le Front de libération nationale du Vietnam était formé et a rapidement pris le contrôle de facto de larges pans de paysans sud-vietnamiens. À l'époque, on estime qu'il y avait environ 10 000 insurgés communistes dans tout le Sud Vietnam. Conscients du danger que poserait la guérilla si elle avait l'appui des paysans, le président Diem et son frère Ngo Dinh Nhu mirent en œuvre le programme de développement de la communauté rurale (plus tard connu sous le nom d'« Agroville ») en 1959. Basé en partie sur le succès du programme New village utilisé en Malaisie par les colons Britanniques pour réprimer un soulèvement communiste à partir de 1948, et le « Camp de regroupement » en Algérie (1959 — 1962) par les colon français. Le plan Agroville chercha à supprimer le contact entre la population « neutre » et la guérilla. Par la force et/ou des incitations, les paysans vivant dans les communautés rurales furent séparés et transférés dans des communautés appelées « agrovilles ». En 1960, il y avait vingt-trois agrovilles, composées chacune de plusieurs milliers de personnes.
Ce déplacement de masse créa une vive réaction des paysans et força le gouvernement central à repenser sa stratégie. Un rapport présenté par le groupe "Caravelle", comportant entre autres, Mgr Thuc (un frère de M. Diem) décrivit la situation comme suit :

« Des dizaines de milliers de personnes sont mobilisées ... pour rejoindre une vie en collectivité, construire de belles mais inutiles agrovilles ce qui fatigue les gens, leur fait perdre leur sympathie pour le régime, augmente leur ressentiment et surtout donne un soutien supplémentaire à la propagande de l'ennemi. »

## Le programme hameau stratégique
À la fin de l'année 1961, le président Kennedy envoya Roger Hilsman, alors directeur du bureau du renseignement et de la recherche du département d'Etat, évaluer la situation au Vietnam par lui-même. Hilsman rencontra Sir Robert Thompson, chef de la mission consultative britannique au Sud-Vietnam et vétéran de la contre-insurrection malaise. Les deux hommes discutèrent doctrine contre-insurrectionnelle et Thompson lui fit part de son système amélioré de déménagement et de sécurisation de la population, un système qu'il proposa à Diem un peu plus tard dans l'année et qui allait devenir le programme hameau stratégique.
Au Vietnam, les hameaux stratégiques seraient composés de villages fusionnés et remodelés pour créer une zone défendable. Les paysans seraient armés et formés à l'auto-défense. En outre, les hameaux stratégiques ne seraient pas isolés mais, au contraire, fonctionneraient en réseau. Les premiers hameaux seraient placés dans des zones sécurisées où il n'y aurait plus d'ennemis; de nouveaux hameaux seraient ensuite ajoutés lentement pour créer une frontière sécuritaire en expansion selon le principe de la "tache d'huile". Mais, Thompson précisa qu'il était important que les hameaux stratégiques ne soient pas seulement une protection physique. Ils devaient être utilisés comme un moyen d'instituer des réformes et d'améliorer la vie des paysans "économiquement, politiquement, socialement et culturellement".
Cela permettrait de renforcer le lien entre les paysans et le gouvernement central. Hilsman plus tard, résuma cette théorie du programme hameau stratégique dans un document intitulé "Un concept stratégique pour le Sud-Vietnam" que le président Kennedy lut et approuva.
Le président Diem aussi apprécia l'idée de «hameaux stratégiques». Dans un discours prononcé en avril 1962, il expliqua ses espoirs pour le Programme:

« Les hameaux stratégiques représentaient les éléments de base dans la guerre engagée par notre peuple contre nos trois ennemis: le communisme, la discorde et le sous-développement. Dans ce concept, ils représentent aussi le fondement de la société vietnamienne où les valeurs sont réévaluées selon la révolution personnaliste où la réforme sociale, culturelle et économique va améliorer les conditions de vie de la grande classe des travailleurs jusque dans les villages le plus reculés. »

## Problématiques de mise en œuvre
Bien que de nombreuses personnes tant dans le gouvernement américain que dans le gouvernement du Sud-Vietnam (GVN) aient convenu que le programme hameau stratégique était en théorie très valable, sa mise en œuvre effective, qui commença au début de 1962, a été critiquée pour plusieurs raisons. Roger Hilsman lui-même, plus tard, a fait savoir que la mise en application du programme avait créé une totale "incompréhension de ce que le programme devrait essayer de faire".

### Réinstallation forcée
Dans le meilleur des cas, la restructuration des villages pour créer un périmètre défendable exigeait le déplacement forcé de certains des paysans à la périphérie de villages déjà existants. Pour faire mieux admettre les faits, les personnes déplacées de force étaient censées être indemnisées financièrement, mais elles n'ont pas toujours été payées par l’administration gouvernementale. Pour aggraver les choses, les vieilles maisons ont souvent été brûlées devant les yeux de leurs habitants.
Le président Diem et son frère Nhu, qui ont supervisé le côté gouvernemental du programme, ont décidé — contrairement à Hilsman et à la théorie de Thompson — que dans la plupart des cas, ils feraient déplacer des villages entiers plutôt que de simplement les restructurer. Cette décision a conduit à des quantités inutiles de réinstallations forcées qui ont été très impopulaires chez les paysans. La plupart des paysans étaient bouddhistes et pratiquaient le culte des ancêtres ; une partie importante de leur religion a été perturbée par le fait de devoir être obligés de quitter leurs villages et les tombes de leurs ancêtres. Certains de ceux qui avaient résisté à la réinstallation ont été exécutés sommairement par les forces armées.

### Corruption
Comme indiqué précédemment, les indemnités promises aux paysans déménagés ne sont pas toujours arrivées à destination mais ont plutôt fini dans les poches de fonctionnaires. On avait promis aussi aux paysans de l'argent en échange de leur travail pour construire les nouveaux villages et les fortifications; une fois de plus certains fonctionnaires corrompus ont gardé l'argent pour eux-mêmes. Des paysans aisés, pouvaient grâce à la corruption ne pas participer au travail de construction, ce qui donnait plus de travail aux plus pauvres. Bien que les États-Unis aient fourni gratuitement des matériaux comme la tôle et du fil de fer barbelé, des fonctionnaires corrompus obligeaient les gens du pays à acheter le matériel destiné à leur assurer une protection.

### Défauts des mesures de sécurité
La plus grande lacune du programme hameau stratégique mis en œuvre sur le terrain a été son incapacité à assurer la sécurité de base prévue par ses promoteurs. Cet échec a été dû en partie au mauvais choix d'emplacement des hameaux. Le fait d'ignorer le principe de la "tache d'huile", le GVN commença la construction de hameaux stratégiques aussi rapidement que possible et apparemment sans tenir compte des «priorités géographiques», selon un responsable américain. Les hameaux ont été placés au hasard, sans appui mutuellement et ont été des cibles tentantes pour les Vietcongs.
Chaque hameau a reçu un équipement radio pour appeler l'armée à l'aide mais, en pratique, les forces armées ne répondaient pas de manière fiable aux demandes surtout quand les attaques avaient lieu la nuit. Les villageois avaient également reçu des armes et une formation militaire mais il était prévu qu'ils devaient seulement tenir bon jusqu'à l'arrivée des renforts. Lorsqu'il est devenu clair que l'appui des forces armées n'était pas fiable, de nombreux villageois se sont montrés peu disposés à combattre, même face à de petits détachements Vietcongs, qui pouvaient alors saisir les armes des villageois. "Pourquoi devrions-nous mourir pour des armes?" demanda un paysan vietnamien.

## Échec final
Malgré la tentative du régime Diem d'améliorer l'exécution du programme hameau stratégique au milieu de l'année 1963, il était devenu clair pour beaucoup que le programme avait été un échec. Des conseillers militaires américains comme John Paul Vann commencèrent à le critiquer dans leurs rapports officiels. Ils commencèrent également à exprimer leurs préoccupations à des journalistes qui ont examiné le problème de plus près. Le journaliste David Halberstam écrivit sur les lacunes du programme et attira même l'attention du président Kennedy.
Le programme apparut comme un échec presque complet après le coup d'État du 1er novembre 1963 où Diem et son frère Nhu furent assassinés. Les fonctionnaires américains découvrirent, par exemple, que seulement 20 % des 8 600 hameaux que le régime Diem avait signalés comme « achevés » satisfaisaient les normes minimales d'achèvement et de sécurité américaines. La situation était irrécupérable. Le gouvernement américain n'a jamais officiellement reconnu la fin du programme hameau stratégique mais celui-ci a vite disparu de la correspondance diplomatique au début de 1964.
Sur le terrain, au Vietnam, la fin du programme a été beaucoup plus facile à voir. À la fin de 1963, les hameaux vides s'alignaient le long des routes de campagne, dépouillés de leurs tôles par le Vietcong pendant que les paysans fuyaient : « Les rangées de maisons sans toit ressemblaient à des villages de huttes que les enfants auraient érigés pour jouer puis bizarrement abandonnés » écrivit Neil Sheehan.
Des années plus tard, Roger Hilsman dit sa conviction que le concept hameau stratégique avait été si mal exécuté par le régime Diem et le GVN « qu'il avait été inutile, pire qu'inutile ».